# Ẁ
Ẁ è un grafema utilizzato nella lingua gallese scritta. Si tratta della lettera W diacriticata con un accento grave.

## Utilizzo
Nella lingua gallese è utilizzata per rappresentare un fonema con quantità vocalica breve, in parole in cui altrimenti la vocale avrebbe un suono più prolungato.
Un esempio di questa differenza è:
- mẁg [mʊɡ]: boccale
- mwg [muːɡ]: fumo

Nella lingua ewe era utilizzata per rappresentare una fricativa bilabiale sonora /β/, adesso rappresentata con Ʋ, ʋ.

## Rappresentazione informatica
Il simbolo Ẁ può essere scritto utilizzando i seguenti codici Unicode:
- Carattere già composto (latino esteso aggiuntivo):
  - Maiuscola (Ẁ): U+1E80
  - Minuscola (ẁ): U+1E81
- Combinazione di caratteri (latino base, segni diacritici):
  - Maiuscola (Ẁ): U+0057 U+0300
  - Minuscola (ẁ): U+0077 U+0300

Può anche essere rappresentato mediante il vecchio sistema di codifica ISO/IEC 8859-14:
- Maiuscola (Ẁ): 1E80
- Minuscola (ẁ): 1E81